# Siazan (quận)
Siazan (tiếng Azerbaijan:Siyəzən) là một quận thuộc Azerbaijan. Dân số thời điểm năm 2012 là 33462 người.